# 체르케스인
체르케스인 또는 아디게인은 북캅카스의 체르케스 일대에서 기원한 민족 집단이다. 오랫동안 체르케스에 거주하던 주된 주민이었으나 1817년부터 1864년 사이에 러시아 제국이 북캅카스 일대를 정복하고 체르케스인 집단학살을 벌인 이후 해당 지역에서 소수민족이 되었으며, 나머지 추방된 인구는 구 오스만 제국의 터키, 요르단, 시리아 등지에 흩어져 디아스포라를 형성하게 되었다.
크게 12개의 부족 집단으로 이루어져 있었는데 아브자흐인, 베슬레네이인, 브제두그인, 하투카이인, 카바르딘인, 맘헤그인, 나쿠하이인, 샤프수그인, 체미르고이인, 우비흐인, 예게루카이인, 자네이인이다. 체르케스인 상징기의 12개 별은 이들을 상징하는 것이다. 그러나 이 부족들 중 상당수는 체르케스인 집단학살 이후 멸족하거나 캅카스에서 쫓겨나며 해체되었다.
체르케스인은 전통적으로 체르케스계 언어를 사용하며 크게 서부의 아디게어와 동부의 카바르다어로 분류된다. 본래 고대부터 독자적인 토착신앙(하브제교)을 가지고 있었으나 오랜 이슬람화 과정을 거쳐 17세기까지는 수니파 이슬람교가 주류 종교가 되었다. 체르케스 지역은 고대부터 여러 국가의 침략을 받아왔고, 이는 고립된 지형 및 지역의 지정학적 가치와 함께 체르케스인의 전투적인 민족 정체성에 영향을 끼쳤다.
역사적 이유로 다른 지역에 이주해 온 체르케스인들은 새로 정착한 지역의 역사에서 중요한 역할을 하기도 했다. 오스만 제국에 정착해 온 체르케스인들은 터키 독립 전쟁에서 중요한 역할을 했고 지배계급에 포함되어 막대한 영향력을 행사했다. 요르단에서는 수도 암만을 건설한 중요한 소수민족의 하나이고, 시리아에서는 2차 대전의 연합군이 들어왔을 때 자원병으로 복무했다. 리비아와 이집트에서도 높은 군사 계급에 복무하였고 이스라엘에도 유의미한 체르케스인 디아스포라가 형성되어 있다.

## 명칭
체르케스인들은 스스로를 "아디게인"(адыгэ, Adyghe)이라고 지칭한다. 이는 "높다"는 의미의 체르케스어에서 유래한 것으로 추정되며, 이들이 고지대에 산다는 것을 반영하는 명칭일 것이다. 기원이 불분명한 "체르케스인"(Черкес, Circassian)은 외부 명칭으로서 러시아인들이 이들을 가리키는 말이다. 소련 시대에 이 명칭은 카라차예보체르케스카야 공화국에 거주하는 체르케스인만 가리키는 좁은 의미로 쓰였으며, 다른 체르케스인들은 지역에 따라 아디게인, 카바르딘인, 샤프수그인으로 분류되었다.